# Negative acknowledgment
Negative acknowledgment of non-acknowledged (NAK of NACK) is een signaal bij digitale communicatie om ervoor te zorgen dat gegevens ontvangen worden met een minimaal aantal fouten. NAK wordt soms ook REJ genoemd (for rejection of rejected), wat vertaald kan worden als verworpen of afgekeurd. Een alternatief voor NAK is ARQ, wat staat voor automatic request for retransmission (automatische aanvraag voor het opnieuw versturen).

## Werking
Een NAK-, REJ- of ARQ-signaal wordt meestal verzonden door de ontvanger van een bericht (bestemming) naar de zender (bron) na de ontvangst van een onherkenbaar gegevensblok met bepaalde grootte. Wanneer de verzender een NAK- of REJ-signaal ontvangt van de bestemmeling, zal de verzender het blok opnieuw versturen naar de ontvanger. Dit gebeurt totdat het protocol herkend wordt en de ontvanger het signaal beantwoordt met een ACK-signaal (acknowledgment of acknowledged). Het is ook mogelijk dat de transmissie of overdracht afgebroken wordt door de zender. Wanneer de bron (de zender) een ARQ-signaal ontvangt van de bestemmeling zal de zender het datablok opnieuw opsturen.

## Gebruik
Veel protocollen zijn gebaseerd op ACK, wat betekent dat een succesvolle ontvangst van de gegevens wordt bevestigd. Een voorbeeld van een ACK-gebaseerd protocol is TCP. Andere protocollen zijn NAK-gebaseerd, wat betekent dat ze enkel reageren op gegevens wanneer er een probleem is. NAK wordt gebruikt bij de meeste betrouwbare multicast-protocollen die een NAK versturen wanneer de ontvanger ontbrekende pakketten ontdekt.
Ook zijn er protocollen die gebruikmaken van zowel NAK als ACK. Voorbeelden hiervan zijn Bisync en Adaptive Link Rate (voor energie-efficiënt ethernet).
Een speciaal geval van een NAK-bericht is een negative-acknowledge character.